# باژوو
باژوو (به لاتین: Bazhevo) یک منطقهٔ مسکونی در روسیه است که در سرزمین آلتای واقع شده‌است.